# Trichoglossus chlorolepidotus
Il lorichetto dal petto scaglioso (Trichoglossus chlorolepidotus (Kuhl, 1820)) è un uccello della famiglia Psittaculidae che vive nelle aree boschive dell'Australia orientale. Tra gli altri nomi che sono stati dati a questo uccello ricordiamo lorichetto verde, lorichetto verde e giallo, chetto verde, pappagallo verde, lik verde, verdolino e foglia verde. Il nome comune si applica alla perfezione a questo uccello, che presenta sul petto delle penne gialle dai margini verdi che assomigliano a delle scaglie.

## Descrizione
Il lorichetto dal petto scaglioso è lungo 235 mm, dei quali 100 mm comprendono la coda. Nel piumaggio adulto i sessi sono simili, essendo generalmente verdi. La sommità e i lati della testa sono verde smeraldo tinto leggermente di blu, mentre le penne del dietro del collo, della gola e del petto sono gialle con i margini verdi, caratteristica che le dà un aspetto scaglioso. La coda è verde con la base delle penne esterne marcata di rosso-arancio. I fianchi inferiori, le cosce e le copritrici del sottocoda sono verdi con riflessi gialli, mentre le copritrici del sottoala sono rosso-arancio. Hanno gli occhi rosso-arancio e i loro becchi sono corallo scuro. Le loro zampe sono generalmente grigio-brune.
I giovani sono simili nell'aspetto agli adulti, ma le loro code sono più corte. Gli occhi sono bruno pallidi o neri e i becchi sono bruni con alcuni segni gialli o arancioni con segni bruni. I giovani non mordono così duramente come gli adulti!
Il richiamo di contatto di questi uccelli è un continuo strillo metallico e persistente emesso durante il volo. Quando mangiano emettono un vocio penetrante. Durante il riposo cinguettano dolcemente. Nonostante questo, questi uccelli possono essere anche abbastanza rumorosi, come per esempio durante la stagione degli amori. Quando sono alla ricerca del cibo questi uccelli emettono dei cinguettii e dei richiami rumorosi.

## Biologia
Il piumaggio prevalentemente verde del lorichetto si armonizza così bene con il fogliame che quest'uccello è difficile da individuare. Un osservatore posto sotto un albero dove dei lorichetti dal petto scaglioso stanno mangiando può impiegare anche diverso tempo prima di scoprire questi uccelli. Il loro becco corallo scuro è spesso il primo indicatore della loro posizione. Sembrano preferire le aree boschive aperte e luminose, ma possono essere visti anche nei boschetti di melaneuca, quando questi alberi sono in fiore.
I lorichetti dal petto scaglioso si vedono solitamente in piccoli stormi, mentre volano o mentre si nutrono sui rami più alti degli alberi fioriti. Frequentano soprattutto le aree boschive e si vedono spesso nei giardini e nei parchi - perfino nelle grandi città. I lorichetti dal petto scaglioso sono uccelli estremamente rumorosi e attraggono l'attenzione con i loro stridii e chiacchierii.

### Alimentazione
I lorichetti dal petto scaglioso hanno abitudini simili a quelle dell'affine lorichetto arcobaleno e le due specie si raggruppano spesso in stormi misti. Entrambe le specie si nutrono soprattutto di nettare e polline, ma mangiano anche boccioli, bacche, altri frutti, semi, insetti e loro larve. Adorano molto i frutti coltivati e spesso causano danni ai frutteti; compiono anche scorrerie nelle coltivazioni di sorgo e mais per nutrirsi dei dolci chicchi immaturi.
I lorichetti dal petto scaglioso volano velocemente in linea retta. Quando passano, si può udire il suono dei loro rapidi battiti d'ala insieme ai loro forti richiami.

### Riproduzione
L'accoppiamento avviene in tutti i mesi, ad eccezione di marzo e aprile, sebbene nella parte meridionale del suo areale avvenga solitamente tra agosto e gennaio. Questi uccelli nidificano nelle cavità degli alberi, di solito a notevole altezza dal suolo, con uno strato di segatura fa da materasso. Solitamente depongono due uova, raramente tre; queste sono bianche, ovali e misurano circa 26 x 20 mm. L'incubazione dura circa 25 giorni. I maschi trascorrono questo tempo nella cavità del nido, ma sembra in apparenza che non aiutino nella cova. Entrambi i genitori nutrono i piccoli, che lasciano il nido tra le sei e le otto settimane dopo la schiusa.

## Distribuzione e habitat
Questo lorichetto è comune nella maggior parte delle aree boschive dell'Australia orientale, da Bamaga, all'estremità del Queensland settentrionale, verso sud fino al distretto di Illawarra, sulla costa meridionale del Nuovo Galles del Sud; vive anche su alcune isole al largo. Sono confinati generalmente alle pianure costiere e ai tavolati adiacenti; occasionalmente si trovano lungo i corsi d'acqua ad ovest della Grande Catena Divisoria. Al nord sono abbondanti e per la maggior parte stanziali; al sud sono meno numerosi e nomadi. Preferiscono le aree boschive aperte e luminose e i boschetti di melaleuca.